# Nepal op de Olympische Zomerspelen 2008
Nepal nam deel aan de Olympische Zomerspelen 2008 in Peking, China. Nepal debuteerde op de Zomerspelen in 1964 en deed in 2008 voor de elfde keer mee. Ook dit keer werd geen medaille gewonnen.

## Deelnemers en resultaten
De deelnemers bij het judo en in de schietsport namen deel op uitnodiging van de Olympische tripartitecommissie.

### Atletiek
| Olympiër           | Discipline   | Resultaat | Prestatie              |
| ------------------ | ------------ | --------- | ---------------------- |
| Arjun Kumar Basnet | marathon (m) | 45e       | 2:23.09                |
|                    |              |           |                        |
| Chandra Kala Thapa | 100m (v)     | 45e       | serie 10: 9de in 13,15 |

### Gewichtheffen
| Olympiër               | Discipline | Resultaat | Prestatie                                                      |
| ---------------------- | ---------- | --------- | -------------------------------------------------------------- |
| Kamal Bahadur Adhikari | -69kg (m)  | 20e       | trekken: 24ste met 114kg stoten: 20ste met 154kg totaal: 268kg |

### Judo
| Olympiër   | Discipline | Resultaat | Prestatie                                         |
| ---------- | ---------- | --------- | ------------------------------------------------- |
| Devu Thapa | -63kg (v)  | 14e       | 1ste ronde: vrij 2de ronde: V van TPE Wang: ippon |

### Schietsport
| Olympiër              | Discipline          | Resultaat | Prestatie                                        |
| --------------------- | ------------------- | --------- | ------------------------------------------------ |
| Phool Maya Kyapchhaki | 10m luchtgeweer (v) | 46e       | kwalificatie: 46ste met 380 punten (93-96-97-94) |

### Taekwondo
| Olympiër     | Discipline | Resultaat | Prestatie                                                       |
| ------------ | ---------- | --------- | --------------------------------------------------------------- |
| Deepak Bista | -80kg (m)  | 7e        | voorronde: V van IRI Saei: 0-7 herkansingen: V van CHN Zhu: 2-6 |

### Zwemmen
| Olympiër            | Discipline         | Resultaat | Prestatie             |
| ------------------- | ------------------ | --------- | --------------------- |
| Prasiddha Jung Shah | 50m vrije slag (m) | 81e       | serie 4: 6de in 27,59 |
|                     |                    |           |                       |
| Karishma Karki      | 50m vrije slag (v) | 81e       | serie 2: 2de in 32,35 |

Afghanistan · Albanië · Algerije · Amerikaanse Maagdeneilanden · Amerikaans-Samoa · Andorra · Angola · Antigua en Barbuda · Argentinië · Armenië · Aruba · Australië · Azerbeidzjan · Bahama's · Bahrein · Bangladesh · Barbados · België · Belize · Benin · Bermuda · Bhutan · Bolivia · Bosnië en Herzegovina · Botswana · Brazilië · Britse Maagdeneilanden · Bulgarije · Burkina Faso · Burundi · Cambodja · Canada · Centraal-Afrikaanse Republiek · Chili · China · Chinees Taipei · Colombia · Comoren · Congo-Brazzaville · Congo-Kinshasa · Cookeilanden · Costa Rica · Cuba · Cyprus · Denemarken · Djibouti · Dominica · Dominicaanse Republiek · Duitsland · Ecuador · Egypte · El Salvador · Equatoriaal-Guinea · Eritrea · Estland · Ethiopië · Fiji · Filipijnen · Finland · Frankrijk · Gabon · Gambia · Georgië · Ghana · Grenada · Griekenland · Groot-Brittannië · Guam · Guatemala · Guinee · Guinee‑Bissau · Guyana · Haïti · Honduras · Hongarije · Hongkong · Ierland · IJsland · India · Indonesië · Irak · Iran · Israël · Italië · Ivoorkust · Jamaica · Japan · Jemen · Jordanië · Kaaimaneilanden · Kaapverdië · Kameroen · Kazachstan · Kenia · Kirgizië · Kiribati · Koeweit · Kroatië · Laos · Lesotho · Letland · Libanon · Liberia · Libië · Liechtenstein · Litouwen · Luxemburg · Macedonië · Madagaskar · Malawi · Malediven · Maleisië · Mali · Malta · Marshalleilanden · Marokko · Mauritanië · Mauritius · Mexico · Micronesië · Moldavië · Monaco · Mongolië · Montenegro · Mozambique · Myanmar · Namibië · Nauru · Nederland · Nederlandse Antillen · Nepal · Nicaragua · Nieuw-Zeeland · Niger · Nigeria · Noord-Korea · Noorwegen · Oeganda · Oekraïne · Oezbekistan · Oman · Oostenrijk · Oost‑Timor · Pakistan · Palau · Palestina · Panama · Papoea-Nieuw-Guinea · Paraguay · Peru · Polen · Portugal · Puerto Rico · Qatar · Roemenië · Rusland · Rwanda · Saint Kitts en Nevis · Saint Lucia · Saint Vincent en Grenadines · Salomonseilanden · Samoa · San Marino · Sao Tomé en Principe · Saoedi-Arabië · Senegal · Servië · Seychellen · Sierra Leone · Singapore · Slovenië · Slowakije · Soedan · Somalië · Spanje · Sri Lanka · Suriname · Swaziland · Syrië · Tadzjikistan · Tanzania · Thailand · Togo · Tonga · Trinidad en Tobago · Tsjaad · Tsjechië · Tunesië · Turkije · Turkmenistan · Tuvalu · Uruguay · Vanuatu · Venezuela · Verenigde Arabische Emiraten · Verenigde Staten · Vietnam · Wit-Rusland · Zambia · Zimbabwe · Zuid-Afrika · Zuid-Korea · Zweden · Zwitserland
Uitgesloten van deelname: Brunei